# Reževići

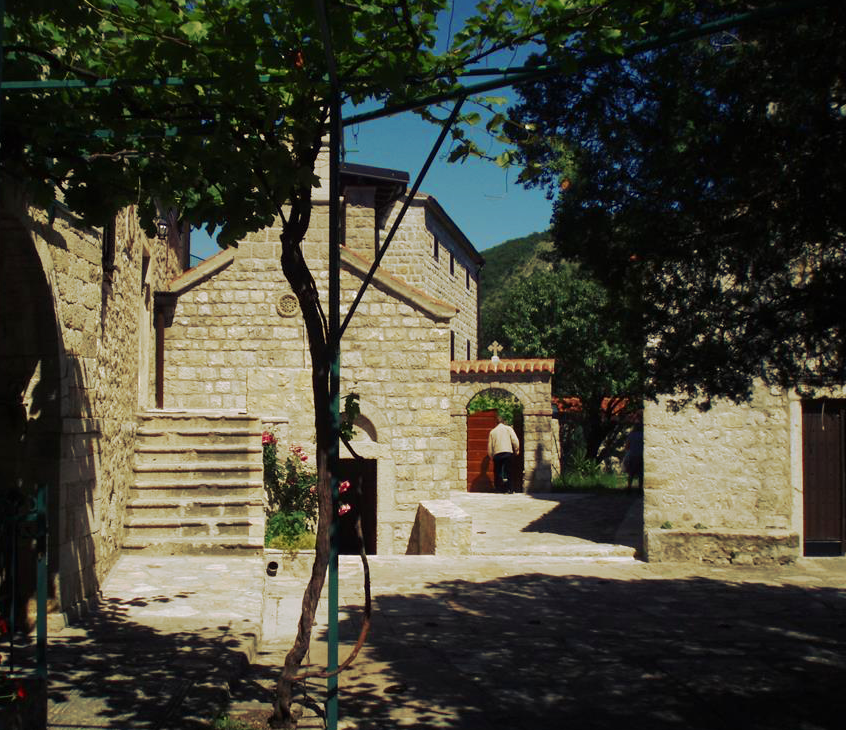
Klášter ve vesnici

Reževići (v srbské cyrilici Режевићи) jsou vesnice na černohorském pobřeží Jaderského moře, mezi městy Budva a Petrovac. Původně malá vesnice, která se nachází na jižním svahu pohoří, dnes slouží převážně jako turistické letovisko. V samotných Reževićích potom žije cca 45 stálých obyvatel. Administrativně spadají pod opštinu Budva.
Ve vesnici se nachází středověký klášter z 13. století. Dožil zde také jugoslávský partyzán Svetozar Vukmanović. Severně od vesnice prochází hlavní silnice, která spojuje všechna města na černohorském pobřeží.
Jižně od vesnice se nachází oblázková pláž Perazića do o délce 200 m.